# Черноголовая гаичка
Черноголо́вая, или боло́тная га́ичка (лат. Poecile palustris), — вид птиц из семейства синицевых (Paridae). В более ранних русскоязычных источниках упоминается как просто гаичка.
Мельче воробья и неяркой внешности, это всё же довольно заметная, живая птица. Распространена в Европе, Малой Азии, на Алтае, в Восточной Сибири, Китае, где обычно ассоциируется с сырыми лиственными лесами. Где позволяют условия, появляется и в пределах населённых пунктов. Оседлый вид. Летом держится парами, зимой иногда сбивается в смешанные стайки вместе с московками, лазоревками, поползнями, пищухами и ополовниками. Питается мелкими беспозвоночными, семенами и плодами растений. Гнездится в дуплах.

## Описание

### Внешний вид
Мелкая синица неяркой окраски и плотного телосложения. Очень подвижная, быстро перебирается в чаще деревьев и нередко свешивается вниз головой на конце тонких веточек. Полёт быстрый, волнообразный. Общая длина 12—14 см, размах крыльев 18—20 см, масса 10—15 г. Внешним видом хорошо отличается от всех синиц, за исключением буроголовой гаички (пухляка), с которой разделяет схожие размеры и детали оперения. В полевых условиях различить эти два вида бывает непросто, особенно издалека, и основным определяющим признаком в таких случаях служит различная вокализация. В пропорциях черноголовая гаичка более длиннохвостая и обладает меньшей по объёму головой. В Западной Европе в районах перекрывания ареалов этих двух видов черноголовая гаичка обычно доминирует над буроголовой.
Перья верхней части головы окрашены в блестящий чёрный цвет и выглядят тёмной шапочкой, опущенной на глаза и заходящей на затылок. Ещё одна чёрная деталь оперения — небольшое пятно с расплывчатыми краями под клювом, не доходящее до груди; у большинства подвидов оно более мелкое в сравнении с аналогичным пятном у пухляка. Боковая часть головы беловатая, ближе к шее приобретает охристый оттенок; бока шеи сероватые. Спина и кроющие крыла окрашены в песочно- либо буровато-серый цвет, более монотонный (без светлых пёрышек), чем у буроголовой гаички. Крылья и хвост тёмно-бурые, с более светлыми (но не беловатыми) каёмками перьев. Грудь и брюхо беловатые, с охристым или сероватым оттенком. Клюв чёрный, ноги тёмно-серые, радужина бурая. Половой диморфизм не проявляется. Молодые птицы обоего пола выглядят более тускло, с тёмно-бурой и матовой (без блеска) «шапочкой».
Различают от 8 до 11 подвидов черноголовой гаички. Изменчивость выражается в степени интенсивности и варьировании оттенков общей окраски оперения, варьирования размеров чёрного пятна под клювом, в общих размерах и пропорциях. К примеру, у европейского номинативного вида спина имеет тёмный глинистый оттенок, тогда как у распространённой на востоке России формы P. p. brevirostris она более светлая, песочная с сероватым оттенком. Кроме того, у P. p. brevirostris хвост пропорционально более длинный, чем у P. p. palustris.

### Голос
Черноголовая гаичка обладает богатым голосовым репертуаром, по которому её проще всего отличить от близкой буроголовой гаички. Чаще всего можно услышать характерную только для этого вида позывку птицы — резкий и звонкий крик, в различных источниках передаваемый как «чир», «псив», «питч». Этот сигнал также имеет несколько более длинных и сложных вариаций: «пи́чрю», «питчу́», «чири», «чри», «псситчу-сиппчиу», «псиуп..си-си». Возбуждённая синица издаёт хрипловатый сигнал — более грубоватый, но всё же похожий на обычный позывной крик буроголовой гаички — «пичи-чи-чи-чи», «чар-тчар-тчар-тчар» или «джээ-джее», которому обычно предшествует стандартное «питчу́». При защите гнезда самка издаёт шипящие звуки, аналогичные таковым у большой синицы и лазоревки.
Весеннюю демонстративную песню самца можно услышать со второй декады января до конца мая, особенно часто — в начале весны. Чаще всего она представляет собой однотонную серию мелодичных и звонких свистов, похожую на аналогичную песню буроголовой гаички, но исполняемую значительно более быстро. Сама песня имеет около 20 различных вариантов, которые могут чередоваться друг другом либо представлять собой смесь различных звуков. Наиболее частые вариации описывают как короткое и сухое «ти-ти-ти…» или «ци-ци-ци…», более мягкое «щип..щип..щип…», аналогичное буроголовой гаечке «сви-свит..вит..вит», схожая по высоте звука с московкой и большой синицей, но более быстрая и длинная серия булькающих звуков и прерывистого писка «тс-чирап-чирап-чирап», «пю́ти-ти-пю́тити» или «питчаио-питчаио-питчаи…».

## Распространение

### Ареал
Область распространения — умеренные широты Евразии, на которых различают несколько участков в западной и восточной части материка. Наиболее крупный из них охватывает большую часть Европы от Кантабрийских гор и Пиренеев на западе до долины реки Белой в Южном Урале на востоке. В Европейской части России гаичка представлена в довольно узкой полосе в промежутке между Ленинградской и Белгородской областями, которая к западу сужается в сторону Предуралья и Южного Урала, а также на Северном Кавказе. На севере Европы гаичка гнездится к северу до 61° с. ш. в Скандинавии и в южной Финляндии. Южная граница в средней полосе Европы примерно совпадает с границей широколиственных лесов и проходит через южную Италию, южную Албанию, северную Грецию, Родопские горы, среднюю Молдавию, южную оконечность Подольской возвышенности и Харьковскую область. Кроме того, изолированные участки ареала отмечены в горах Кёроглу (тур. Köroğlu Dağları), возможно Понтийских горах на севере Турции и на обоих склонах Большого Кавказа.
В Западной Сибири черноголовая гаичка практически не встречается, зато вполне обычна к востоку от равнин и предгорий Алтая, Кузнецкого Алатау и Саян. Эта часть ареала простирается на восток до побережий Японского и Жёлтого морей к северу поднимаясь до районов Красноярска и Иркутска, восточнее — в Забайкальском крае и бассейне среднего и нижнего Амура — до 53-й параллели (севернее Читы и Сретенска). За пределами материка населяет южные Курилы, Сахалин, Хоккайдо и острова залива Петра Великого. Гаичка гнездится в Монголии к югу до Хангайских гор и Хэнтэя, и широкой полосой по всему северо-восточному Китаю и Корее к югу до южной оконечности Шаньдунского полуострова. С запада граница ареала в восточном Китае ограничена южными окраинами Большого Хингана, хребтом Дациншань, северным изгибом Хуанхэ и западной оконечностью хребта Циньлин. Изолированные участки ареала отмечены на юго-западе Китая в Сино-Тибетских горах, а также в Мьянме в районе горы Нат Ма Таунг и западной части штата Чин.

### Места обитания
Ещё более оседла, чем другие синицы, но зимой при недостатке корма совершает небольшие кочёвки. На северной периферии ареала эти перемещения чаще всего совершаются в южном направлении, что создаёт ощущение небольшого перелёта. Населяет зрелые лиственные, реже смешанные леса на равнинах и в нижнем поясе гор. Особое предпочтение отдаёт заболоченным древостоям с большим количеством больных и погибших деревьев. Часто селится в пойменных зарослях ольхи, черёмухи и ивняка, сырых дубовых, буковых, тополиных и берёзовых рощах. В двух исследованиях, проведённых на территории Англии, указывается, что гаичка обычно селится там, где произрастают старые деревья с густым кустарниковым подлеском, а в местах с большим количеством молодых посадок, либо в местах с отсутствием кустарниковой растительности, не появляется вовсе. Гаичка также часто встречается на кладбищах, окраинах сельхозугодий, в парках и больших заросших садах. Вне сезона размножения иногда посещает хвойные леса, в том числе и те, где никогда не встречается пухляк. На горах Олимпа отмечена на высоте до 2200 м над уровнем моря, однако в остальной части Европы обычно не встречается выше 1300 м. На Алтае гнездится до 1200 м, на Хоккайдо — до 1400 м, в северо-восточном Китае и Корее до 650—2100 м, в китайском Юньнане — до 2750—4270 м, в Мьянме — до 2200—3000 м над уровнем моря.

## Питание
Соотношение кормов такое же, как у буроголовой гаички. В весенне-летний период преобладает животная пища — лесные насекомые и другие мелкие беспозвоночные, в том числе двукрылые (мухи, комары), полужесткокрылые (клопы), веснянки, ручейники, перепончатокрылые (пчёлы, осы), жуки, коллемболы, тли, сетчатокрылые, чешуекрылые (гусеницы бабочек), муравьи, клещи, пауки и улитки. Ассортимент растительных кормов также широк, включает в себя почки, цветки, плоды и семена различных растений. В частности, в рацион включены плоды малины, смородины, боярышника, бузины, яблони, груши, сливы. Употребляет в пищу семена хвойных, ивы, рябины, бодяка, жимолости, многих травянистых растений и зерновых культур. Питается почками и цветками ольхи, клёна, берёзы, тополя, и сливы. Ранней весной, когда ощущается дефицит других кормов, склёвывает сок осины, клёна и берёзы. Зимой иногда гаичку можно увидеть возле птичьей кормушки с семенами подсолнуха в случае, если эта кормушка находится в непосредственной близости от леса. При этом в отличие от других кормящихся здесь птиц, она хватает в клюв сразу несколько кусков корма и улетает, чтобы припрятать. Рацион птенцов состоит исключительно из мелких насекомых.
В отличие от пухляка, черноголовая гаичка чаще кормится на стволах и ветках сухостойных деревьев. Она также часто опускается в нижний ярус леса, в кусты и даже на лесную подстилку. С августа до конца зимы охотно делает зимние запасы, причём склонность к этому проявляется уже в месячном возрасте. Семена и некоторых беспозвоночных (в частности улиток) прячет на деревьях в расщелинах коры и под наростами мха или лишайника, на земле в ямках, под опавшей листвой, мхом. В дальнейшем корм находит по памяти, в первую очередь обследуя более ранние запасы.

## Размножение
Весь год гаички держатся парами, которые сохраняются в течение жизни. Каждая пара, как правило, селится на значительном удалении от других, так что сплошные поселения образуются очень редко. К тому же, эти птицы строго территориальны, и лишь в зимнее время на своём участке толерантны по отношению к 3—5 молодым гаичкам, ещё не успевшим обзавестись второй половинкой. К размножению приступает в конце первого года жизни в последних числах марта; этот период всегда сопровождается всеобщим возбуждением птиц — драками между самцами и интенсивным пением с высокой точки. Ухаживание самца включает в себя демонстративное кормление самки, при этом последняя отвечает взмахами крыльев и жалобными криками. Об образовании пары обычно свидетельствует выбор будущего гнезда и соответственно гнездовой территории.
В качестве места для гнезда обычно используется дупло лиственной породы дерева, углубление в трухлявом пне, расщелина меж приподнятых корней упавшего дерева, на высоте до 6—7 м (чаще всего 1—3 м) над землёй. Реже гнездо расположено в углублении в земле, деревянной стене либо искусственном синичнике. В отличие от буроголовых гаичек, черноголовые гаички никогда не строят дупла самостоятельно, они занимают уже готовые, внося в конструкцию лишь косметические изменения – расширяя леток или вычищая нишу под гнездо. Величина углубления может быть столь незначительной, что наседка либо подстилка гнезда могут быть видны снаружи; диаметр летка при этом обычно варьирует в пределах от 22 до 35 мм. Расширением углубления и обустройством гнезда всегда занимается самка. Чашевидное образование состоит из кусочков зелёного мха, к которому часто добавлены шерсть, паутина, иногда перья и конский волос. Добавление материала в подстилку продолжается в период откладывания яиц.
Полная кладка содержит 5—10, чаще 7—9 яиц размером (14—18)х(11—14) мм. Яйца окрашены примерно так же, как у большинства синиц — в слегка блестящий белый цвет с красновато-коричневыми крапинами и точками, более интенсивными со стороны тупого конца. В сравнении с яйцами хохлатой синицы или московки тёмные пятна на скорлупе выглядят несколько более тусклыми. Насиживает только самка в продолжение 13—17 дней, в то время как самец обеспечивает её и себя кормом. Появление на свет птенцов — начиная с середины мая. Они имеют жёлтый либо коричневато-жёлтый рот, и сверху покрыты редким буровато-серым пухом. Выкармливают потомство оба родителя, поочерёдно принося в гнездо мелких насекомых. Спустя 16-21 день после появления на свет птенцы покидают гнездо, однако ещё около недели подкармливаются родителями, после чего рассеиваются. В Ленинградской области лётные птенцы появляются в первой или второй декаде июня. Данные о повторном размножении противоречивы: по одним данным, в сезон, как правило, только одна кладка, по другим две.

## Систематика
Первое научное описание гаички под названием Parus palustris появилось в 1758 году в работе шведского врача Карла Линнея «Система природы» (10-е издание), при этом автор имел в виду не только черноголовую, но и буроголовую гаичку, считая их одним видом. Лишь в начале XIX века немецкий орнитолог Кристиан Людвиг Брем, отец будущего автора знаменитой «Жизни животных», пришёл к выводу, что это всё же разные птицы.
Список подвидов по версии многотомника «Путеводитель по птицам мира»:
- P. p. dresseri (Stejneger, 1886) — центральная и южная Англия, Уэльс, западная Франция;
- P. p. palustris (Linnaeus, 1758) — средняя Европа от северной Испании к востоку до центральной Польши, западных склонов Балкан и Греции, к северу до южной Скандинавии;
- P. p. italicus (Tschusi & Hellmayr, 1900) — Французские Альпы, материковая Италия и Сицилия;
- P. p. stagnatilis (C. L. Brehm, 1855) — Восточная Европа к востоку до Южного Урала, северо-западная Турция;
- P. p. kabardensis (Buturlin, 1929) — Большой Кавказ, северо-восточная Турция;
- P. p. brevirostris Taczanowski, 1872 — южная и юго-восточная Сибирь, северная Монголия, северо-восточный Китай (западная и северная Маньчжурия, Ляонин), Северная Корея;
- P. p. jeholicus (O. Kleinschmidt & Weigold, 1922) — северо-восточный Китай (северный Хэбэй);
- P. p. hellmayri Bianchi, 1902 — восточный Китай (от Хэбэя к югу провинций Шаньдун и Цзянсу), Южная Корея;
- P. p. ernsti (Yamashina, 1933) — Сахалин;
- P. p. hensoni (Stejneger, 1892) — острова Кунашир, Итуруп, Шикотан, Хоккайдо.

В качестве самостоятельного вида рассматривается Poecile hypermelaenus Berezowski & Bianchi, 1891 — северный и центральный Китай (от южного Ганьсу, юго-западного Шэньси, центрального Хубэя и юго-западной Сычуани к югу до северо-восточной Юньнань и северо-западного Гуйчжоу.;